# Grdelica (vas)
Grdelica (izvirno srbsko Грделица) je vas v Srbiji, ki upravno spada pod Mesto Leskovac; slednja pa je del Jablaniškega upravnega okraja.

## Demografija
V naselju živi 933 polnoletnih prebivalcev, pri čemer je njihova povprečna starost 41,2 let (39,0 pri moških in 43,6 pri ženskah). Naselje ima 369 gospodinjstev, pri čemer je povprečno število članov na gospodinjstvo 3,18.
To naselje je, glede na rezultate popisa iz leta 2002, večinoma srbsko, a v času zadnjih treh popisov je opazno zmanjšanje števila prebivalcev.
|  |

| Demografija | Demografija     | Demografija     |
| Leto        | Št. prebivalcev | Št. prebivalcev |
| ----------- | --------------- | --------------- |
|             |                 |                 |
|             |                 |                 |
|             |                 |                 |
|             |                 |                 |
| 1948        | 1000            |                 |
| 1953        | 978             |                 |
| 1961        | 1137            |                 |
| 1971        | 1255            |                 |
| 1981        | 1305            |                 |
| 1991        | 1228            | 1188            |
| 2002        | 1234            | 1172            |
|             |                 |                 |

| Etnična sestava po popisu iz leta 2002 | Etnična sestava po popisu iz leta 2002 | Etnična sestava po popisu iz leta 2002 | Etnična sestava po popisu iz leta 2002 | Etnična sestava po popisu iz leta 2002 |
| -------------------------------------- | -------------------------------------- | -------------------------------------- | -------------------------------------- | -------------------------------------- |
| Srbi                                   | Srbi                                   |                                        | 1.171                                  | 99,91%                                 |
| Madžari                                | Madžari                                |                                        | 1                                      | 0,08%                                  |
| Neznano                                | Neznano                                |                                        | 0                                      | 0,0%                                   |